# Rashawn Thomas
Rashawn Thomas, né le 15 août 1994, à Oklahoma City, en Oklahoma, est un joueur américain de basket-ball. Il évolue au poste d'ailier.

## Palmarès
- Coupe d'Europe FIBA :
  - Vainqueur : 2018-2019.

- Supercoupe de Ligue adriatique :
  - Vainqueur : 2019.

- Coupe de Serbie :
- Vainqueur : 2020.